# Vörös szirtimadár
A vörös szirtimadár (Rupicola peruvianus) a madarak (Aves) osztályának verébalakúak (Passeriformes) rendjébe, ezen belül a kotingafélék (Cotingidae) családjába tartozó faj.
Peru nemzeti madara.

## Rendszerezése
A fajt John Latham angol ornitológus írta le 1790-ben, a Pipra nembe Pipra peruviana néven.

## Alfajai
- Rupicola peruvianus aequatorialis Taczanowski, 1889
- Rupicola peruvianus peruvianus (Latham, 1790)
- Rupicola peruvianus sanguinolentus Gould, 1859
- Rupicola peruvianus saturatus Cabanis & Heine, 1859[2]

## Előfordulása
Dél-Amerikában, az Andokban, Bolívia, Ecuador, Guyana, Kolumbia, Peru és Venezuela trópusi területén honos.
Természetes élőhelyei a szubtrópusi vagy trópusi síkvidéki és hegyi esőerdők, folyók és patakok környékén. Állandó, nem vonuló faj.

## Megjelenése
Testhossza 32 centiméter. A hím tollazata a mély narancssárgából cinóbervörösbe hajlik, szárnya feketésszürke. Rövid, erős csőrét szinte teljesen befedi a bóbitája. A tojó tollazata matt barna, nincs felálló bóbitatolla.
|  |  |

## Életmódja
A madár magányosan él, tápláléka gyümölcsökből és rovarokból áll.

## Szaporodása
A hímek csoportos udvarló táncot mutatnak be. A költési időszak főleg február–július között van. A fészekaljban általában 2, sötét foltos fehér tojás található. A tojásokon a nőstény 19-28 napig kotlik. A fiatal madarak 21-44 naposan válnak röpképessé.

## Természetvédelmi helyzete
Az elterjedési területe nagyon nagy, egyedszáma ugyan csökken, de még nem éri el a kritikus szinet. A Természetvédelmi Világszövetség Vörös listáján nem fenyegetett fajként szerepel. A madárkereskedelem céljából befogják.